# Catalina Chamorro
Catalina Isabel Chamorro Moreno, es un personaje de la telenovela chilena de TVN La Fiera encarnado por la actriz Claudia Di Girólamo. Originalmente en ese tiempo la actriz tenía 43 años, pero en la serie disminuyó así su edad hasta los 38 años.

## Personaje
Catalina Chamorro es la mayor de los tres hermanos. Es una mujer autosuficiente, de carácter irascible y conflictivo, hostil y rebelde, por eso en el pueblo la llaman "La Fiera". A primera vista, y a pesar de su gran belleza, se puede apreciar que trata de ocultar su lado femenino o su fragilidad, pero en el fondo tiene un gran corazón. Catalina vive sola en una cabaña a orillas del mar y se desempeña como gerente de producción y buzo en las balsas de la salmonera de su padre.

## Biografía
Nació en 1961 en Dalcahue, Chiloé, convirtiéndose en la primera de 3 hijos del matrimonio de Pedro Chamorro (Luis Alarcón) y Isabel Moreno (Maricarmen Arrigorriaga). Se crio bajo las reglas de la familia Chamorro, una familia acaudalada, poseedora de salmoneras en Chiloé. Catalina vivió toda su vida en el sur, en comparación a sus padres que venían de Santiago. 
En 1982 su madre Isabel sufre una gran depresión al saber que su marido le ha sido infiel constantemente y a mediados de ese mismo año fallece. Su marido Pedro Chamorro se hace cargo de Catalina y Blanca, mientras que Marco emigra a Santiago.
Catalina al terminar sus estudios de la enseñanza media no egresa a la universidad y se dedica a la salmonera familiar, en cambio su hermano Marco (Juan Falcón), 8 años menos que ella es convertido en el favorito de su padre tras supuestamente haberse titulado de abogado. Pedro siempre apoyó a su hijo, Catalina creció bajo las comparaciones que le hacía su padre. Posteriormente Catalina desarrolló una personalidad autosuficiente, de carácter irascible y conflictivo, actitud con la que fue conocido en la isla como La Fiera. La única persona en quien confía es en Berta Leiva (Roxana Campos), la mujer que ha sido personal del servicio durante muchos años a la familia, y quien siente como una sucesora tras la muerte su madre.
En 1999 su padre, decide casarla con su mano derecha Humberto Fonseca (Erto Pantoja), pescador de la zona, ya que se lo había prometido a su esposa Isabel antes de morir. Pero al comenzar la ceremonia Catalina enfrenta a su padre y le dice que el no puede manejar su vida y no ha nacido el hombre que lo haga, dejando plantado a Humberto a la vista y paciencia de todo el pueblo. Posteriormente decide independizarse de su padre, y junto al pueblo y sus compañeros más fieles de la salmonera como Carlos "Chalo" Lizana (Néstor Cantillana) dieron pie para realizar hacer una minga por el mar de Chiloé, trasladando su hogar a una pequeña Isla. Catalina es feliz viviendo en la soledad y en los silencios de una zona tan natural pero al transcurso del año conoce al heredero de la familia Echaurren, llamado Martín Echaurren (Francisco Reyes), un físico cuántico que se enamorará perdidamente de ella, pese a que solo recibirá una actitud tosca y huraña por parte de Catalina. Paralelamente Catalina se opone al compromiso de su padre con Magdalena Ossandón (Aline Kuppenheim), mujer 30 años menor que él, porque siente que esa mujer es interesada en la situación económica de su padre.
Finalmente Pedro Chamorro se queda en soledad en su enorme casa, sin sus hijos pero con la compañía de su compañera fiel Berta y Catalina, no dispuesta a mostrarse débil, se decide a último minuto a no dejar que Martín Echaurren se vaya a Santiago, y lo persigue en su caballo; de esta forma le demuestra que lo quiere y que desea estar con él.